# Krasnojarsk kraj
Krasnojarsk kraj (ryska: Красноярский край, Krasnojarskij kraj) är en kraj i mellersta Sibirien i Ryssland med en yta på 2 339 700 km². Huvudort är Krasnojarsk. Regionen omfattar stora delar av mellersta Sibirien. Fram till 1 januari 2007 utgjordes de mellersta och norra delarna av regionen av de autonoma distrikten Evenkien och Tajmyrien, men efter folkomröstningar (som hölls 17 april 2005) beslöt man att upplösa dessa för att uppgå i Krasnojarsk kraj. Under en övergångsperiod har dock dessa två områden fortfarande en särskild status inom krajet. Det totala invånarantalet är cirka 2,9 miljoner.
Områdets nationalsång heter på svenska ungefär Mitt kraj, mitt fosterland.

## Historia
Enligt arkeologerna bosattes detta område av Sibirien ungefär 40000 f. Kr. Det finns gravhögar och monument från skyternas kultur, ungefär 700 f. Kr. som är bland de äldsta av sitt slag i Eurasien. 
De ryska bosättningarna I området daterar sig till 1600-talet, när framför allt kosacker bosatte sig här. När den transsibiriska järnvägen drogs i slutet av 1800-talet ökade befolkningstalen på allvar.
Under tsarens och bolsjevikiskt styre kom Krasnojarsk kraj att bli en plats där politiska motståndare sattes i exil. Här har både Lenin och Stalin suttit i exil, 1897–1900 respektive 1903. Under Stalins era fanns det åtskilliga gulag koncentrationsläger i området.
I juni 1908 inträffade en kraftfull explosion som fått namnet Tunguska-händelsen, som anses vara den största kända kollisionen mellan jorden och en annan himlakropp under de senaste 100 000 åren.
Krasnojarsk kraj bildades 1934 sedan Västsibiriska kraj och Östsibiriska kraj ombildats. 1991 avskiljdes Chakassien från Krasnojarsk kraj och blev en egen republik inom den ryska federationen.

## Distriktsindelningen
Krasnojarsk kraj består av 44 distrikt som kallas rajoner, med speciell status för distrikten Evenkien och Tajmyrien. 14 städer har särskild betydelse på distriktsnivå

## Större städer i Krasnojarsk kraj
- Artiomovsk
- Atjinsk
- Bogotol
- Borodino
- Divnogorsk
- Dudinka
- Igarka
- Ilanskij
- Jenisejsk
- Kansk
- Kodinsk
- Krasnojarsk
- Lesosibirsk
- Minusinsk
- Nazarovo
- Norilsk
- Sjarypovo
- Sosnovoborsk
- Ujar
- Uzjur
- Zaozjornyj
- Zelenogorsk
- Zjeleznogorsk

## Demografi
Den etniska fördelningen var 2010 följande: 
- Ryssar: 91,3 procent
- Ukrainare: 1,4 procent
- Tatarer: 1,3 procent
- Tyskar: 0,8 procent
- Azerer: 0,6 procent
- Vitryssar: 0,4 procent
- Tjuvasjer: 0,4 procent
- Övriga: 2,5 procent